# Traufrecht
Das Traufrecht ist eine Grunddienstbarkeit, mit der dem Eigentümer eines Grundstücks das Recht eingeräumt wird, das Regenwasser auf das Grundstück des Nachbarn ablaufen zu lassen.
Dieses Recht ist eingeschränkt für die Fälle, die zu einer Beeinträchtigung des Zustands des Nachbargrundstücks führen, z. B. wenn durch das Wasser die Gefahr der Eisbildung auf nachbarlichen Gehwegen erhöht wird.
Die Traufe und das Traufrecht sind in manchen Landesnachbargesetzen näher geregelt, etwa in Baden-Württemberg (§§ 1 f.), Brandenburg (§§ 52 ff.), Hessen (§§ 26 f.), Niedersachsen (§§ 45 f.), Nordrhein-Westfalen (§§ 27 f.), Rheinland-Pfalz (§ 37 f.), Saarland (§ 25), Sachsen-Anhalt (§ 33), Schleswig-Holstein (§ 26) und Thüringen (§§ 37 f.).